# Phryganodes lophophoralis
Phryganodes lophophoralis is een vlinder uit de familie van de grasmotten (Crambidae). De wetenschappelijke naam van de soort is voor het eerst geldig gepubliceerd in 1896 door George Francis Hampson.
De soort komt voor in India (Sikkim).